# Elvington
Elvington är en ort och civil parish i kommunen City of York, Storbritannien. Den ligger i grevskapet North Yorkshire och riksdelen England, i den centrala delen av landet, 270 km norr om huvudstaden London.